# ISO 3166-2:EE
ISO 3166-2 données pour l'Estonie

## Comtés
- EE-37 Harjumaa
- EE-39 Hiiumaa
- EE-44 Ida-Virumaa
- EE-49 Jõgevamaa
- EE-51 Järvamaa
- EE-57 Läänemaa
- EE-59 Lääne-Virumaa
- EE-65 Põlvamaa
- EE-67 Pärnumaa
- EE-70 Raplamaa
- EE-74 Saaremaa
- EE-78 Tartumaa
- EE-82 Valgamaa
- EE-84 Viljandimaa
- EE-86 Võrumaa